# Abraham Robinson
Abraham Robinson, född 6 oktober 1918 i Waldenburg, Tyskland (nuvarande Wałbrzych i Polen), död 11 april 1974 i New Haven, Connecticut, USA, var en tysk-amerikansk matematiker. Han skapade den strikta matematiska uppbyggnaden av infinitesimaler och det hyperreella talsystemet. Utifrån detta skapade han sedan en ny gren av matematiken - icke-standardanalysen. Denna gren skiljer sig från den vanliga analysen genom att den innehåller just hyperreella tal.

## Biografi
Robinson föddes i en judisk familj med stark sionistisk tro. År 1933 emigrerade han till det brittiska Palestinamandatet, där han tog en första examen vid Hebrew University. Han var i Frankrike när nazisterna invaderade landet under andra världskriget och flydde med tåg och till fots växelvis, förhörd av franska soldater, som var misstänksamma mot hans tyska pass och som bad honom att dela med sig av sin karta, som var mer detaljerad än deras. Medan han var i London gick han in i det fria franska flygvapnet och bidrog till krigsinsatsen genom att lära sig aerodynamik och bli expert på de vingprofiler som användes till stridsflygplanens vingar.
Efter kriget arbetade Robinson i London, Toronto och Jerusalem, men kom slutligen till University of California, Los Angeles 1962. 

## Karriär och vetenskapligt arbete
Robinson blev känd för sitt tillvägagångssätt att använda metoderna för matematisk logik för att attackera problem i analys och abstrakt algebra. Han introducerade många av de grundläggande begreppen inom modellteorin. Med hjälp av dessa metoder hittade han ett sätt att använda formell logik för att visa att det finns självkonsistenta icke-standardiserade modeller av det reella talsystemet som inkluderar infinita och infinitesimala tal. Andra, som Wilhelmus Luxemburg, visade att samma resultat kunde uppnås med hjälp av ultrafilter, vilket gjorde Robinsons arbete mer tillgängligt för matematiker som saknade utbildning i formell logik. Hans bok Non-standard Analysis publicerades 1966. Robinson var starkt intresserad av matematikens historia och filosofi och påpekade ofta att han ville komma in i huvudet på Leibniz, den första matematikern som försökte att tydligt formulera begreppet oändliga tal.
Från hans år på UCLA minns hans kollegor honom som att arbeta hårt för att tillgodose doktorander på alla nivåer av förmåga genom att förse dem med projekt av lämplig svårighet. Han uppvaktades av Yale University och efter en viss inledande motvilja flyttade han dit och tillträde en professur 1967. Våren 1973 var han delaktig i Institute for Advanced Study. Han dog i bukspottkörtelcancer 1974.